# Mendog

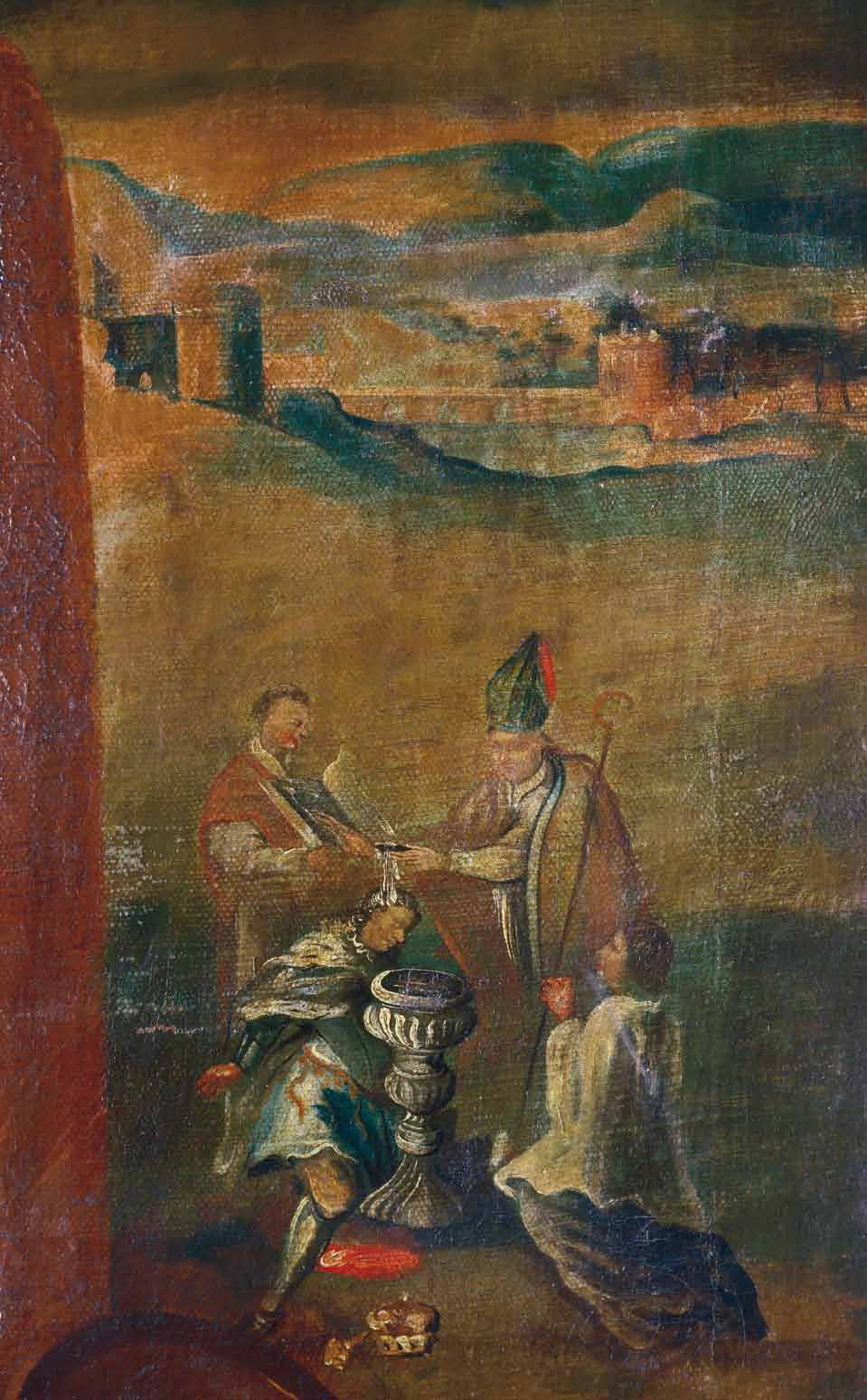
Chrzest Mendoga, obraz XVII-wieczny

Mendog, Mindowe, Mindowg (lit. Mindaugas, starorus. Миндовгъ, Мендогъ, ur. ok. 1200, zm. 12 sierpnia 1263) – (wielki) książę litewski od ok. 1238, król Litwy (1253).
Mendog doprowadził do zjednoczenia księstw plemiennych. Miał rezydencję w zamku Woruta. Podbił Ruś Czarną, po czym uczynił zarządcą tych ziem swego syna Wojsiełka, naznaczając mu siedzibę w Nowogródku, leżącym na jej terytorium.
Niewiele wiadomo o charakterze Mendoga. Jego czyny i domniemane motywacje pozwalają na prostą ocenę: był energiczny, zdecydowany, nieustępliwy w dążeniu do celu, elastyczny i często brutalny. Był istotną postacią w swoich czasach i jednocześnie wybitnym władcą, otwartym na nowości.

## Życiorys

### Układ z księstwem halicko-włodzimierskim
W Kodeksie Hipackim, pochodzącym z początku XV wieku, znajduje się spis 21 książąt starolitewskich (kunigasów), którzy w 1219 r. zawarli układ z księstwem halicko-włodzimierskim. Pięciu spośród nich tytułowało się „starszymi”. Do starszyzny należeli Mendog ze swoim bratem Dowsprunkiem, a także Żywibund oraz Wilikaił z bratem Dowiatem. Oprócz nich umowę zawarli kunigasi poszczególnych ziem – Żmudzi, Dziawołtwy, a także kunigasi z rodów Bulewiczów i Ruszkowiczów. Historycy wiążą te rody ze znanymi z innych źródeł ziemiami – Bulewiczów z ziemią Szawie, a Ruszkowiczów z Upitą.
Spis uczestników układu z księstwem halicko-włodzimierskim z 1219 roku pokazuje, że działania kunigasów wielkolitewskich były spójne. Układ ten zawarli nie tylko kunigasowie ziem wielkolitewskich, ale także wspomnianych wcześniej terenów Żmudzi i Dziawołtwy. Być może ci ostatni prowadzili wojny z księstwem halicko-włodzimierskim na własny rachunek. Jednak ewidentnie jednoczenie ziem wielkolitewskich ówcześnie jeszcze się nie zakończyło. Wskazują na to dwa fakty: pojawienie się wśród uczestników porozumienia kilku starszych kunigasów – nawet jeśli Żywibund był najwybitniejszy wśród nich – oraz niedawne zwiększenie liczby starszych kunigasów (dwie pary braci, dziedziczących pozycję jednego kunigasa, swego ojca).

### Najazd na księstwo mazowieckie
Najpewniej w 1238 roku, niewątpliwie w marcu, Daniel Halicki zaatakował templariuszy, zwanych Salomonitami i zdobył nadbużański gród Drohiczyn. Jakiś czas po jego opanowaniu namówił Mendoga i księcia nowogródeckiego, Izjasława II, do najazdu na posiadłości Konrada I Mazowieckiego. Utrata Drohiczyna musiała znacznie dotknąć polskiego księcia, gdyż rok przed najazdem Konrad I osadził gród ludźmi z zadaniem ochrony swych ziem przed heretykami i Prusami. Najazd Izjasława i Mendoga miał więc wyperswadować Konradowi ewentualną akcję odwetową, co przyniosło zamierzone skutki.

### Opanowanie Auksztoty i walka z opozycją
Do około 1240 roku Mendog uzyskał panowanie nad całą Auksztotą, po czym rozpoczął rozprawę z opozycją wśród swoich krewnych. Bratanków Edywida i Towciwiłła oraz księcia żmudzkiego Wykinta  około 1245  lub 1248 roku wysłał na wyprawę wojenną pod Smoleńsk, jednocześnie odbierając im dotychczasowe ziemie. Bratankowie Mendoga opanowali wtedy Połock i Bramę Smoleńską (prawdopodobnie zdobyli Witebsk i Smoleńsk), skąd jednak ich wyparto. Kilka lat później doszło do wypowiedzenia przez nich posłuszeństwa Mendogowi, który wysłał przeciw nim wyprawę karną. Ci na przełomie roku 1248 i 1249 zbiegli do księcia Daniela Halickiego, męża ich ciotki. Daniel wykorzystał spory wewnętrzne w Wielkim Księstwie Litewskim, podejmując próbę odebrania Rusi Czarnej – stworzył w tym celu koalicję z Krzyżakami inflanckimi oraz Jaćwingami i częścią władców Żmudzi.
Wobec tego silnego sojuszu swoich wrogów, Mendog podjął próbę przeciągnięcia części z nich na swoją stronę, m.in. Krzyżakom złożył obietnicę chrztu, a innych przekupił. Krzyżacy otrzymali w zamian za udzieloną pomoc nadania ziemi, jednak były to terytoria, których Mendog nie kontrolował lub podbite w ostatniej wojnie ziemie przeciwników; zakon nie miał wówczas sił na opanowanie tych terenów i realne sprawowanie na nich władzy.

### Koronacja

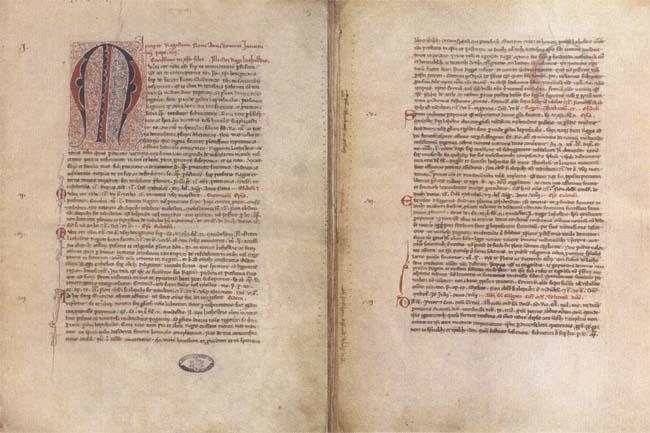
Bulla Innocentego IV z 1251 roku ze zgodą na koronację Mendoga pod warunkiem przyjęcia chrztu

W 1251 roku Mendog przyjął z rąk biskupa chełmińskiego Heidenryka (Henryka) chrzest, co było warunkiem wydania przez papieża Innocentego IV w dniu 17 lipca 1251 roku zgody na koronację. 
Nie jest pewna data koronacji ani jej miejsce. Nastąpiło to prawdopodobnie 6 lipca 1253 (pogląd Edvardasa Gudavičiusa) lub 29 czerwca (pogląd historyka Tomasa Baranauskasa). Miejscem koronacji mogły być Wilno lub Nowogródek (historycy białoruscy) albo Onikszty (Anykščiai) na kopcu Palatavio.
Według Juliusza Latkowskiego (1860-1892) koronacja Mendoga odbyła się w pierwszej połowie lipca 1253 roku, zarazem badacz ten wykluczył Nowogródek jako jej miejsce, wskazując raczej na miejscowość Worniany.

### Pokój z Danielem Halickim
W 1254 roku Daniel Halicki i Towciwiłł zmuszeni byli zawrzeć pokój, wzmocniony małżeństwem córki Mendoga ze Szwarnem, synem Daniela. Ruś Czarna z Nowogródkiem jako lenno Wielkiego Księstwa Litewskiego została wówczas oddana Romanowi Daniłowiczowi, Towciwiłł powrócił do księstwa połockiego, a Żmudź objął syn Wykinta, Treniota.

### Ostatnie lata panowania
Być może Mendog w 1261 roku powrócił do wiary przodków, gdyż wspierał walczących z Krzyżakami Żmudzinów, których wojska rozbiły 13 lipca 1260 roku połączone wojska zakonne nad jeziorem Durbe.
Władca wielkolitewski zginął w 1263 roku, w wyniku spisku książąt pod przywództwem Dowmuta z Nalszczan i Trenioty, którzy nienawidzili Mendoga za jego twarde rządy.

## Rodzina
Rodzina Mendoga budzi wiele wątpliwości. Wiadomo, że ożenił się z żoną poległego w walce z nim w 1252 roku, Wiszimunta Bulewskiego, znane jest również imię królowej – Morta (Marta). Najprawdopodobniej chodzi o jedną i tę samą kobietę, choć data ich ślubu jest niejasna – możliwe, że Mendog porwał żonę Wiszimunta jeszcze za jego życia, podobnie jak zrobił to z żoną Dowmonta.
Jego starsze dzieci – syn Wojsiełk i nieznana z imienia córka, wydana za księcia chełmskiego Szwarna, pojawiły się na arenie politycznej najpóźniej w 1254 roku. Prawdopodobnie ich matką była inna żona Mendoga.
Morta, umierając w 1262 roku, pozostawiła małoletnie dzieci. Źródła z początku lat 60. XIII wieku wymieniają dwie pary synów Mendoga: w falsyfikacie Zakonu z 1261 roku występują Replys i Gerstutis, w opisie morderstwa Mendoga natomiast – Rukla i Repek. Nie wiadomo, czy byli to czterej synowie czy też w źródłach pomylono imiona tylko dwóch z nich; nieznany jest również ich wiek. Jeden z nich powinien dziedziczyć koronę królewską, ponieważ starszy brat Wojsiełk wycofał się z życia politycznego i wstąpił do prawosławnego klasztoru. Jednak po zabójstwie Mendoga i jego synów brak jakichkolwiek informacji o takim pretendencie. Prawdopodobnie i on również został zgładzony.

## Upamiętnienie
Jest głównym bohaterem dramatu Juliusza Słowackiego Mindowe (1829). Wspomniany w balladzie Adama Mickiewicza Świteź (tom Ballady i romanse): Raz niespodzianie obległ tam Mendoga/Potężnym wojskiem Car z Rusi oraz w "Panu Tadeuszu" - "Których cień spadał niegdyś na koronne głowy Groźnego Witenesa, wielkiego Mindowy".